# 楔基腺柃
楔基腺柃（学名：Eurya glandulosa var. cuneiformis）为山茶科柃木属下的一个变种。

## 扩展阅读
- 維基物種上的相關：楔基腺柃